# هنري ستريت
هنري ستريت (18 أبريل 1863 في المملكة المتحدة - 12 مارس 1953) (بالإنجليزية: Henry Street)‏ هو لاعب كريكت بريطاني وبريطاني (وحمل سابقاً جنسية المملكة المتحدة لبريطانيا العظمى وأيرلندا). لعب مع نادي مقاطعة ديربيشاير للكريكت ‏.